# ژانا فریسک
ژانا ولادیمیرونا کپی‌لوا (به انگلیسی: Jeanna Vladimirovna Friske) (به روسی: Жанна Владимировна Фриске) (زادهٔ ۸ ژوئیه ۱۹۷۴ – درگذشته ۱۵ ژوئن ۲۰۱۵) که بیشتر با نام هنری ژانا فریسک شناخته می‌شود، یک بازیگر، خواننده و مدل روسی بود. وی قبلاً عضو گروه بلاستیاشچی بود.